# Hemicordulia eduardi
Hemicordulia eduardi – gatunek ważki z rodziny szklarkowatych (Corduliidae).